# Галерина лентовидная
Галери́на лентови́дная (лат. Galerína vittifórmis) — вид грибов, входящий в род Галерина (Galerina) семейства Строфариевые (Strophariaceae).
Синонимы:
- Agaricus hypnorum var. rubiginosus Pers. ex Fr., 1821
- Agaricus rubiginosus Pers., 1801, nom. illeg.
- Agaricus vittiformis Fr., 1838basionym
- Galera hypnorum var. rubiginosa (Pers. ex Fr.) P. Kumm., 1871
- Galera martipes Kauffman, 1925
- Galera rubiginosa (Pers. ex Fr.) P. Karst., 1879
- Galera vittiformis (Fr.) P. Kumm., 1871
- Galerina muricellospora (G.F. Atk.) Kühner, 1935
- Galerina rubiginosa (Pers. ex Fr.) Kühner, 1935
- Galerina subannulata (Singer) A.H. Sm. & Singer, 1964
- Galerula martipes (Kauffman) Zeller, 1933
- Galerula muricellospora G.F. Atk., 1918
- Galerula vittiformis (Fr.) Maire, 1933

## Описание
- Шляпка 0,4—3 см в диаметре, в молодом возрасте конической или выпуклой формы, затем раскрывающаяся до колокольчатой, широко-выпуклой и почти плоской, с бугорком в центре, гигрофанная, влажная. Поверхность шляпки окрашена в медово-жёлтые тона, покрыта охристо-бурыми полосками.
- Мякоть тонкая, ломкая, светло-жёлтого цвета, без особого вкуса и запаха.
- Гименофор пластинчатый, пластинки частые или довольно редкие, приросшие к ножке, у молодых грибов светло-коричневого или кремового цвета, с возрастом темнеют до цвета шляпки. Кроме пластинок имеются также пластиночки.
- Ножка 3—12 см длиной и 0,1—0,2 см толщиной, ровная, полая, светло-жёлтого или буроватого цвета, с возрастом по крайней мере в нижней части темнеет до каштаново-коричневого или красновато-коричневого, у молодых грибов опушённая. Кольцо отсутствует у большинства разновидностей.
- Споры 8—12×5—6,5 мкм, яйцевидной формы, светло-охристого цвета. Базидии одно-, дву- или четырёхспоровые, неамилоидные, 20—24×7—8 мкм. Хейлоцистиды и плевроцистиды обычно многочисленные, веретеновидной формы, 56—74×10—16 мкм. Гифы с пряжками.
- Токсические свойства Galerina vittiformis не изучены.

## Ареал и экология
Galerina vittiformis широко распространена в Европе и Америке. Произрастает на болотах в различных видах мха, в том числе Sphagnum.

## Таксономия
Зингер и Смит различают несколько разновидностей и форм этого вида:
- Galerina vittiformis var. vittiformis f. tetraspora с четырёхспоровыми базидиями и более тёмной окраской нижней части ножки.
- Galerina vittiformis var. albescens f. tetraspora с четырёхспоровыми базидиями и равномерно окрашенной ножкой.
- Galerina vittiformis var. pachyspora с присутствующим у молодых грибов покрывалом, двуспоровыми базидиями и спорами 11—12×7,5—8,2 мкм.
- Galerina vittiformis var. vittiformis f. vittiformis с двухспоровыми базидиями, более узкими спорами и неравномерно окрашенной ножкой.
- Galerina vittiformis var. albescens f. bispora с двуспоровыми базидиями и равномерно окрашенной ножкой.
- Galerina vittiformis var. subannulata с одно-, дву- или трёхспоровыми базидиями и хорошо заметным кольцом.

## Сходные виды
В ряд Vittiformis в классификации Смита и Зингера также входят следующие виды:
- Galerina angustifolia A.H. Sm. & Singer, 1964
- Galerina atkinsoniana A.H. Sm., 1953
- Galerina karstenii A.H. Sm. & Singer, 1964
- Galerina perplexa A.H. Sm., 1964
- Galerina pubescentipes A.H. Sm. & Singer, 1964
- Galerina umbrinipes A.H. Sm., 1953
- Galerina vinolenta (Berk.) A.H. Sm. & Singer, 1964